# باع الجناح

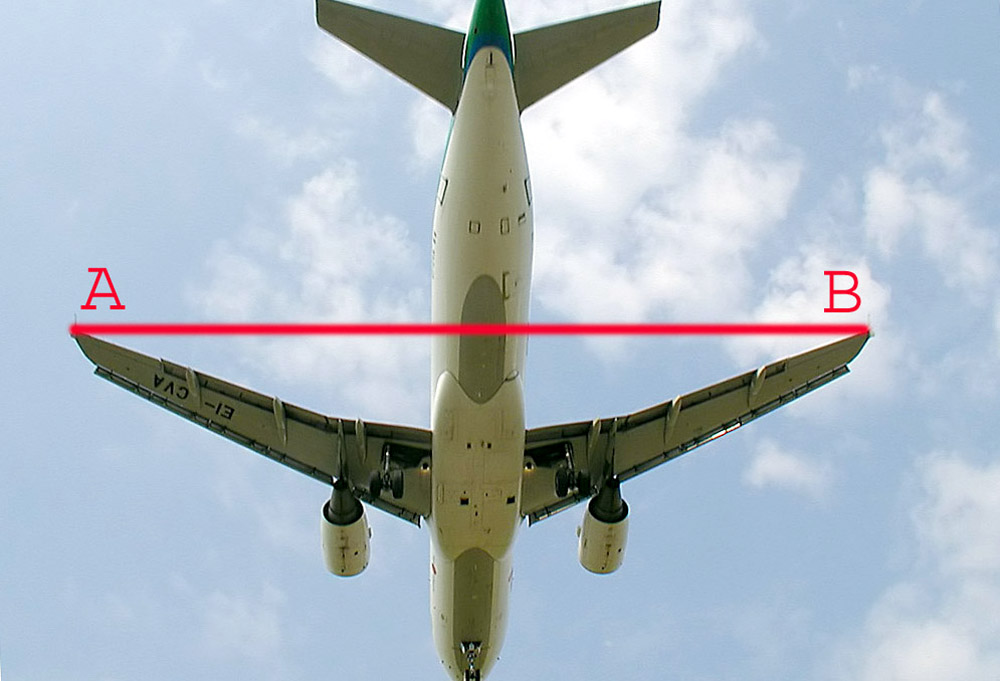
باع الجناح أو المسافة بين الجناحين لطائرة إيه 320.

باع الجناح (أو المسافة بين الجناحين أو المسافة بين الاجنحة) لطائرة هي المسافة بين الجناح الأيمن والجناح الأيسر وتسمى باللغة العربية بالباع. فمثلا الـبوينغ 777 لها مسافة بين الجناحين تقدر بـ 60 متر (200 قدم).
يستعمل مصطلح باع الجناح للطيور لو الحيوانات الأخرى ذات الاجنحة كالخفاش والحشرات. فمثلا، البطرس الرائع (الممسوك سنة 1965 بلغت المسافة بين الجناحين عنده 3,63 متر، وهو الرقم القياسي لطائر حي).

## باع الجناح لطائرة
المسافة بين الجناحين لطائرة يقاس دائما بخط مستقيم من أقصى الجناح لأقصى الجناح بدون اعتبار شكل الاجنحة.

### التأثير على تصميم الطائرات
الطائرات بأكبر مسافة بين الجناحين هي الأحسن عادة لأنها تتحمل أقل حمل الأجنحة ودوامة الأجنحة لا تأثر بشدة عليهما. لكن كبر الاجنحة يؤثر في قدرة الطائرة على المناورة والدوران بسرعة. لذلك تعتمد الطائرات الحربية المقاتلة وطائرات الاستعراض على اجنحة اصغر لزيادة قدرة المناورة عندها.
وفي الطائرات المدنية أو القاذفات الحربية وعند طائرات الشحن تكون المسافة بين الجناحين أكبر لزيادة قدرة الحمل وبذلك زيادة الوزن.

## باع الجناح للطيور
لقيس المسافة بين الجناحين عند طائر، يوضع هذا الأخير على قفاه، وتقاس المسافة بين أول ريشتين من الاجنحة.